# U-253 (tàu ngầm Đức)
U-253 là một tàu ngầm tấn công  Lớp Type VII thuộc phân lớp Type VIIC được Hải quân Đức Quốc Xã chế tạo trong Chiến tranh Thế giới thứ hai. Nhập biên chế năm 1941, nó nó chỉ kịp thực hiện một chuyến tuần tra duy nhất và không đánh chìm được mục tiêu nào trước khi bị mất trong eo biển Đan Mạch, có thể do trúng thủy lôi do Hải quân Hoàng gia Anh rải, vào ngày 25 tháng 9, 1942.

## Thiết kế và chế tạo

### Thiết kế

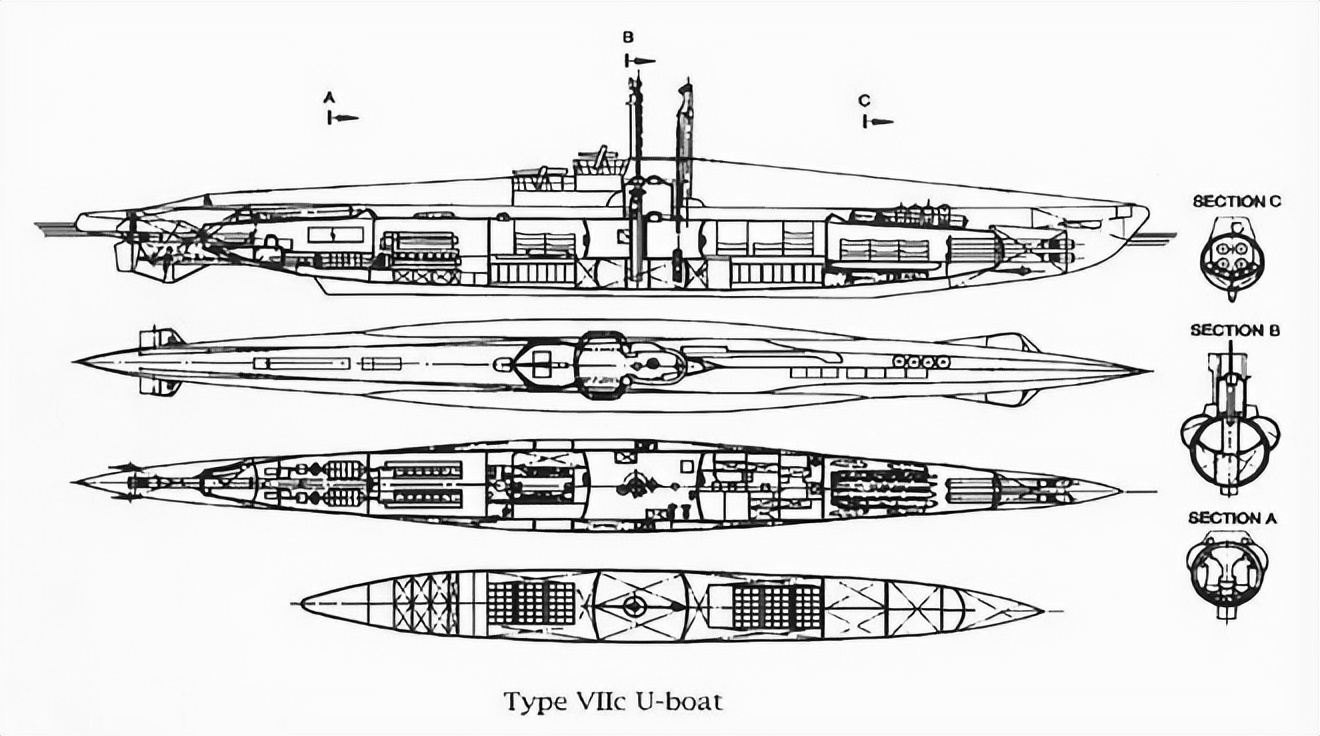
Sơ đồ các mặt cắt một tàu ngầm Type VIIC

Phân lớp VIIC của Tàu ngầm Type VII là một phiên bản VIIB được kéo dài thêm. Chúng có trọng lượng choán nước 769 t (757 tấn Anh) khi nổi và 871 t (857 tấn Anh) khi lặn). Con tàu có chiều dài chung 67,10 m (220 ft 2 in), lớp vỏ trong chịu áp lực dài 50,50 m (165 ft 8 in), mạn tàu rộng 6,20 m (20 ft 4 in), chiều cao 9,60 m (31 ft 6 in) và mớn nước 4,74 m (15 ft 7 in).
Chúng trang bị hai động cơ diesel Germaniawerft F46 siêu tăng áp 6-xy lanh 4 thì, tổng công suất 2.800–3.200 PS (2.100–2.400 kW; 2.800–3.200 bhp), dẫn động hai trục chân vịt đường kính 1,23 m (4,0 ft), cho phép đạt tốc độ tối đa 17,7 kn (32,8 km/h), và tầm hoạt động tối đa 8.500 nmi (15.700 km) khi đi tốc độ đường trường 10 kn (19 km/h). Khi đi ngầm dưới nước, chúng sử dụng hai động cơ/máy phát điện AEG GU 460/8–27 tổng công suất 750 PS (550 kW; 740 shp). Tốc độ tối đa khi lặn là 7,6 kn (14,1 km/h), và tầm hoạt động 80 nmi (150 km) ở tốc độ 4 kn (7,4 km/h). Con tàu có khả năng lặn sâu đến 230 m (750 ft).
Vũ khí trang bị có năm ống phóng ngư lôi 53,3 cm (21 in), bao gồm bốn ống trước mũi và một ống phía đuôi, và mang theo tổng cộng 14 quả ngư lôi, hoặc tối đa 22 quả thủy lôi TMA, hoặc 33 quả TMB. Tàu ngầm Type VIIC bố trí một hải pháo 8,8 cm SK C/35 cùng một pháo phòng không 2 cm (0,79 in) trên boong tàu. Thủy thủ đoàn bao gồm 4 sĩ quan và 40-56 thủy thủ.

### Chế tạo
U-253 được đặt hàng vào ngày 23 tháng 9, 1939, và được đặt lườn tại xưởng tàu của hãng Bremer-Vulkan-Vegesacker Werft ở Bremen vào ngày 15 tháng 11, 1940. Nó được hạ thủy vào ngày 30 tháng 8, 1941, và nhập biên chế cùng Hải quân Đức Quốc Xã vào ngày 21 tháng 10, 1941 dưới quyền chỉ huy của Hạm trưởng, Đại úy Hải quân Adolf Friedrichs.

## Lịch sử hoạt động
Sau khi hoàn thành việc chạy thử máy và huấn luyện trong thành phần Chi hạm đội U-boat 8, U-253 được điều sang Chi hạm đội U-boat 6 từ ngày 1 tháng 9, 1942. Nó khởi hành từ Kiel vào ngày 12 tháng 9 cho chuyến tuần tra duy nhất trong chiến tranh, và băng qua khe GIUK giữa Iceland và Greenland. Con tàu gửi báo cáo cuối cùng về căn cứ vào ngày 24 tháng 9 cho biết đang ở vị trí khoảng 67°30′B 21°00′T / 67,5°B 21°T và đang theo dõi Đoàn tàu QP 14, sau đó nó hoàn toàn mất liên lạc.
U-253 được cho là đã bị đánh chìm trong eo biển Đan Mạch về phía Tây Bắc Iceland mà không rõ nguyên nhân vào ngày 25 tháng 9, tại tọa độ 66°59′59,9″B 23°0′0″T / 66,98333°B 23°T, có thể do trúng thủy lôi do Hải quân Hoàng gia Anh rải. Toàn bộ 45 thành viên thủy thủ đoàn của U-253 đều tử trận.